# Borgo Villa Ficana
Villa Ficana è un borgo di case in terra e paglia, situato nella periferia di Macerata. Dal 2003 la "Soprintendenza Regionale per i Beni e le Attività culturali" delle Marche ha decretato l'apposizione a Ficana del vincolo di interesse monumentale in virtù del suo valore storico e documentario.

## Storia
Nelle Marche la costruzione di case in terra cruda vanta una storia millenaria, senza interruzione di continuità, ma ravvivata e adattata secondo le esigenze economiche demografiche e sociali delle varie epoche.

### Il borgo
Il Borgo è situato nella zona periferica a nord di Macerata, presso il colle Santa Croce. Le sue origini risalgono al XIX circa, come testimoniato dai catasti del tempo, e si espande su una superficie di circa 7000 m². Grazie all'aumento demografico registrato nel XIX secolo, si vede un aumento esponenziale delle case in risposta ad esigenze abitative che in quegli anni stavano crescendo fra la classe povera di contadini.
Una prima testimonianza del Borgo è data da una mappa catastale, risalente al 1268, dal quale si denota la presenza di un primo agglomerato di abitazioni sotto il toponimo "La Ficana". Successivamente il Borgo fu abbandonato fino alla costituzione dell'odierna Villa Ficana che risale al XIX secolo, come presumibilmente testimoniato da un mattone, ritrovato durante i lavori di restauro del 2006 all'entrata del Borgo e inserito nel muro di un'abitazione in terra cruda, che riporta la data 1862.
Il borgo vede, dal XIX secolo, un aumento esponenziale degli abitanti nella zona, facenti parte della popolazione male occupata, male retribuita e pertanto male alloggiata, caratterizzato da pessime condizioni igieniche. Le figure che alloggiavano nel borgo erano piccoli proprietari coltivatori con pochissima terra o braccianti senza terra. Questi ultimi, non avevano la proprietà della casa in cui abitavano ma avevano un contratto di affitto da cui deriva l'appellativo "casonante/casanolante".
Inizialmente costituito da quattro unità abitative andate, col tempo, ad aumentare e costituite, nella loro ossatura portante, da terra cruda, le caratteristiche di queste unità abitative sono sempre state associate a un'idea di povertà e quindi soggette ad abbandono e a processi di manomissione edilizia non conforme alle caratteristiche delle abitazioni.
Nel corso degli anni 80 e 90, il territorio intorno al Borgo ha visto un aumento esponenziale delle costruzioni edilizie che vanno a lacerare il tessuto costitutivo del quartiere, in quanto essi sono costituiti da dimensioni sproporzionate se paragonate alle caratteristiche delle case presenti a Villa Ficana, tanto che non sono presenti aree destinate a servizi per la collettività quali parcheggi e spazi verdi.

### La riqualificazione
Per scongiurare l'abbandono di tale tecnica edilizia, nei primi anni 2000, l'interesse e gli studi sono aumentati esponenzialmente fino ad arrivare ad un riconoscimento legislativo con il provvedimento del 18 luglio 2003, che ha decretato l'apposizione del vincolo preordinato alla tutela del sito di interesse monumentale denominato "Quartiere di Villa Ficana - Case di Terra" di Macerata. La modificazione della situazione giuridica dimostra come il borgo sia stato riconosciuto come una testimonianza storica importante, tanto che nel 2005-2006 si sono avviati i lavori di restauro e risanamento conservativo di parte del borgo grazie a fondi Regionali ed Europei. Il comune, per riuscire ad acquisire questi fondi, doveva avere la proprietà di almeno la metà delle case del Borgo che è riuscito ad ottenere grazie a degli accordi stipulati con i proprietari delle case. Tale accordo concedeva la proprietà delle case, che erano in mano a soggetti privati, in concessione al comune per dieci anni, passati i quali, le abitazioni sarebbero ritornate in mano ai proprietari originali. In questo modo metà del Borgo è stato ristrutturato seguendo leggi e norme che consentono di preservare la bellezza e la storia del quartiere. Le case restanti sono state restaurate, negli anni seguenti, dai proprietari privati.

### L'Ecomuseo
Nel 2014 il Comune di Macerata emana un bando per "Proposte progettuali per interventi di allestimento, nel comparto delle case di terra ricomprese nel Borgo rurale di Villa Ficana e nella proprietà del Comune di Macerata, di percorso a carattere museale volto a promuovere la conoscenza delle modalità costruttive in terra cruda e di infrastruttura destinata all’accoglienza senza finalità di lucro" con concessione di una durata di quindici anni.
L’Associazione GRUCA ONLUS in partnership con l’Associazione Culturale OZ e con l’Associazione Internazionale Città delle Terra Cruda, vince il bando con un progetto in cui si propone di utilizzare alcuni edifici di proprietà comunale come Ecomuseo che verrà inaugurato il 21 maggio 2016. Si tratta di nove edifici, cinque dei quali sono direttamente destinati alle attività museali. Al loro interno sono ricostruiti semplici ambienti di vita in stile novecentesco o sono ospitati spazi per la didattica. L’Ecomuseo delle Case di terra Villa Ficana, inoltre, è anche un museo della tradizione costruttiva della terra cruda e gestisce un centro di documentazione, sia "materiale" che “virtuale", dedicato alla specifica tecnologia.

## Pianta

Planimetria del Borgo Villa Ficana prima del restauro del 2006

La casa tipica del borgo è composta da un nucleo interno portante in terra e paglia ed è suddivisa in due o tre stanze, generalmente di pianta rettangolare, su uno o due piani, con un sottoscala adibito ad ambiente di servizio utilizzato come magazzino accessibile dall'esterno. I piani superiori sono raggiungibili tramite la scala esterna costruita in muratura. Tipicamente al piano terra troviamo la cucina e al piano superiore la camera da letto
In origine il Borgo aveva un'estensione superiore ma, negli anni 80, sono state distrutte una serie di case per edificare un palazzo in cemento armato.

### Le stanze del museo

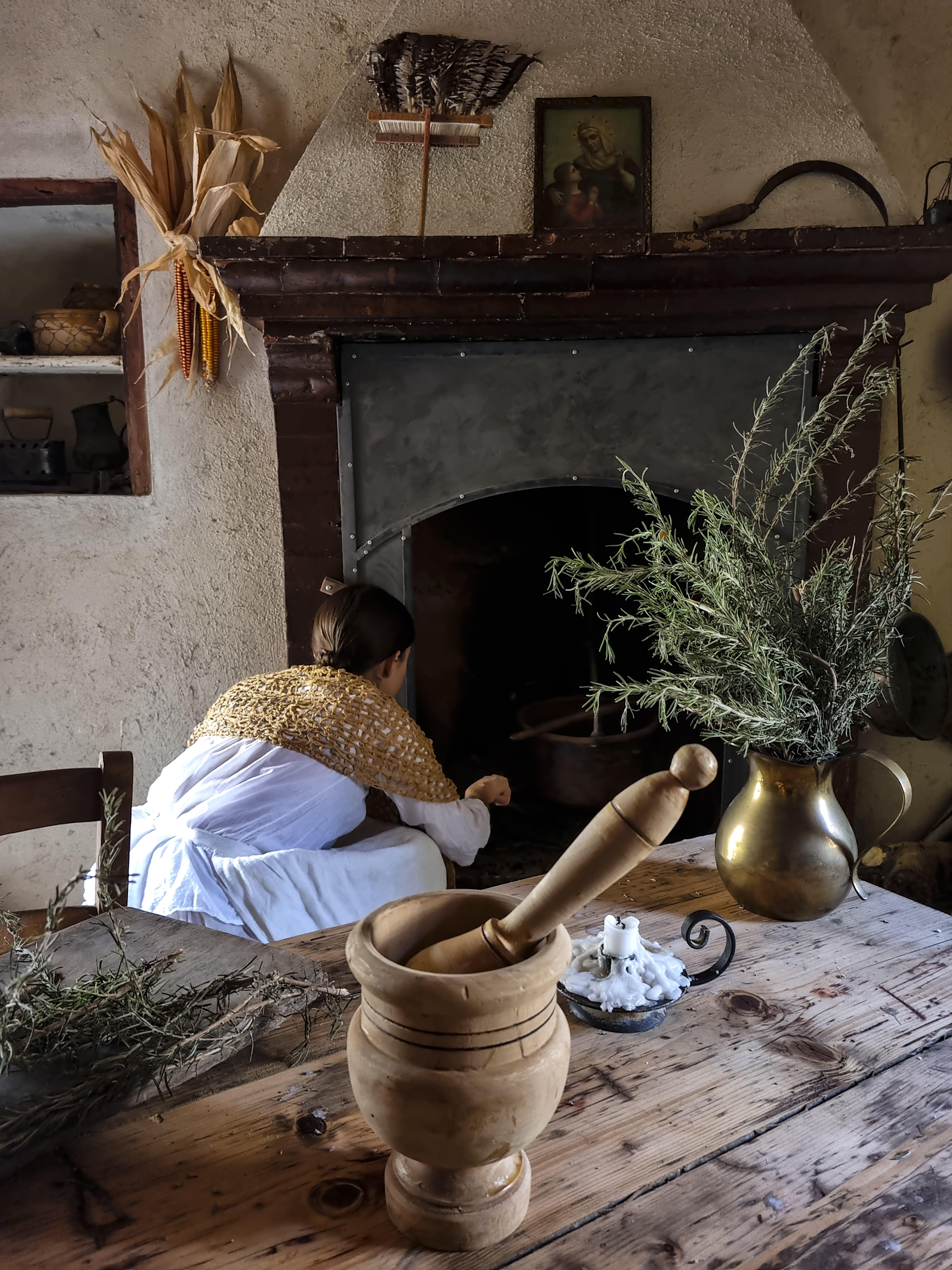
Cucina

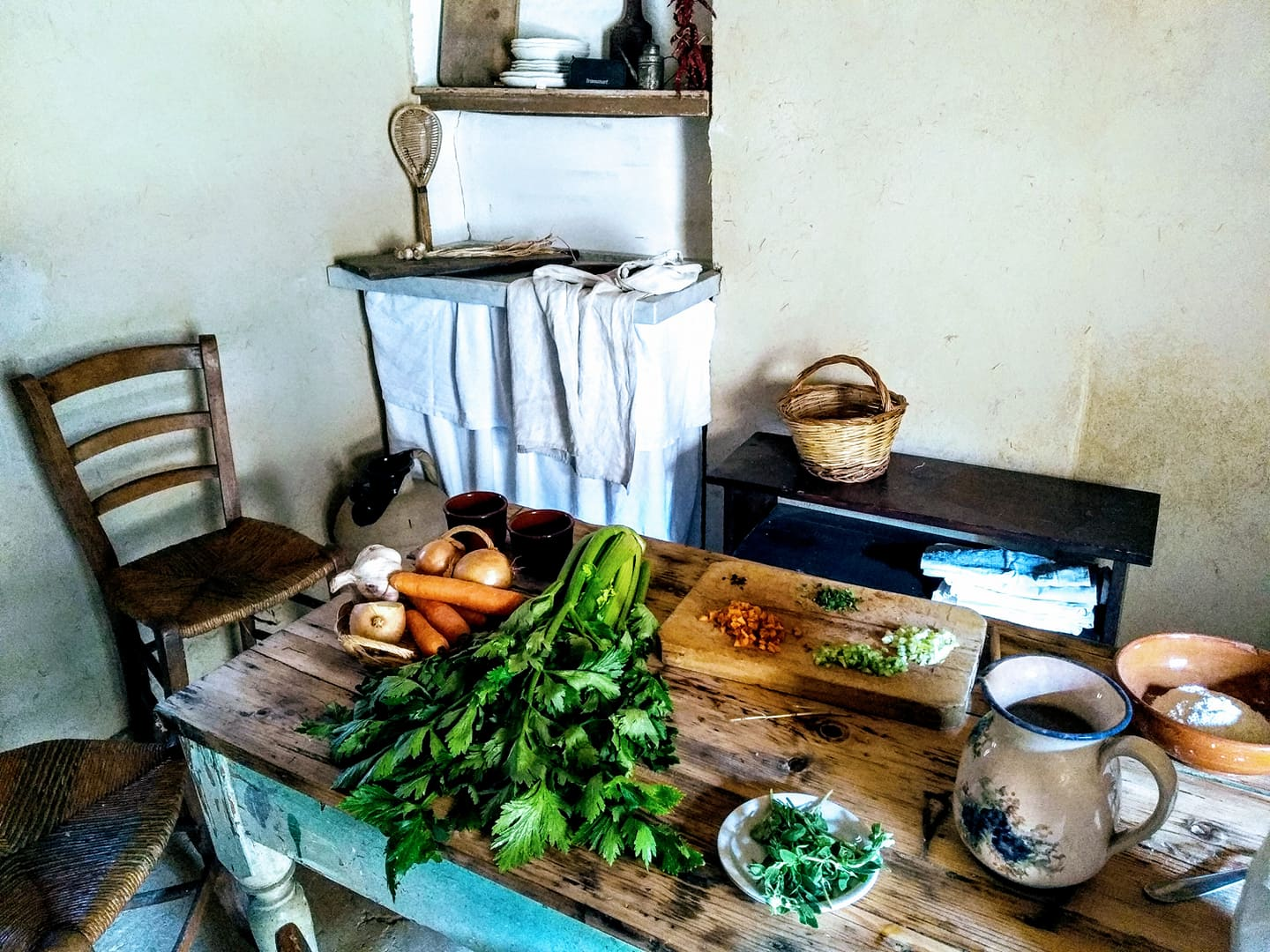
Cucina

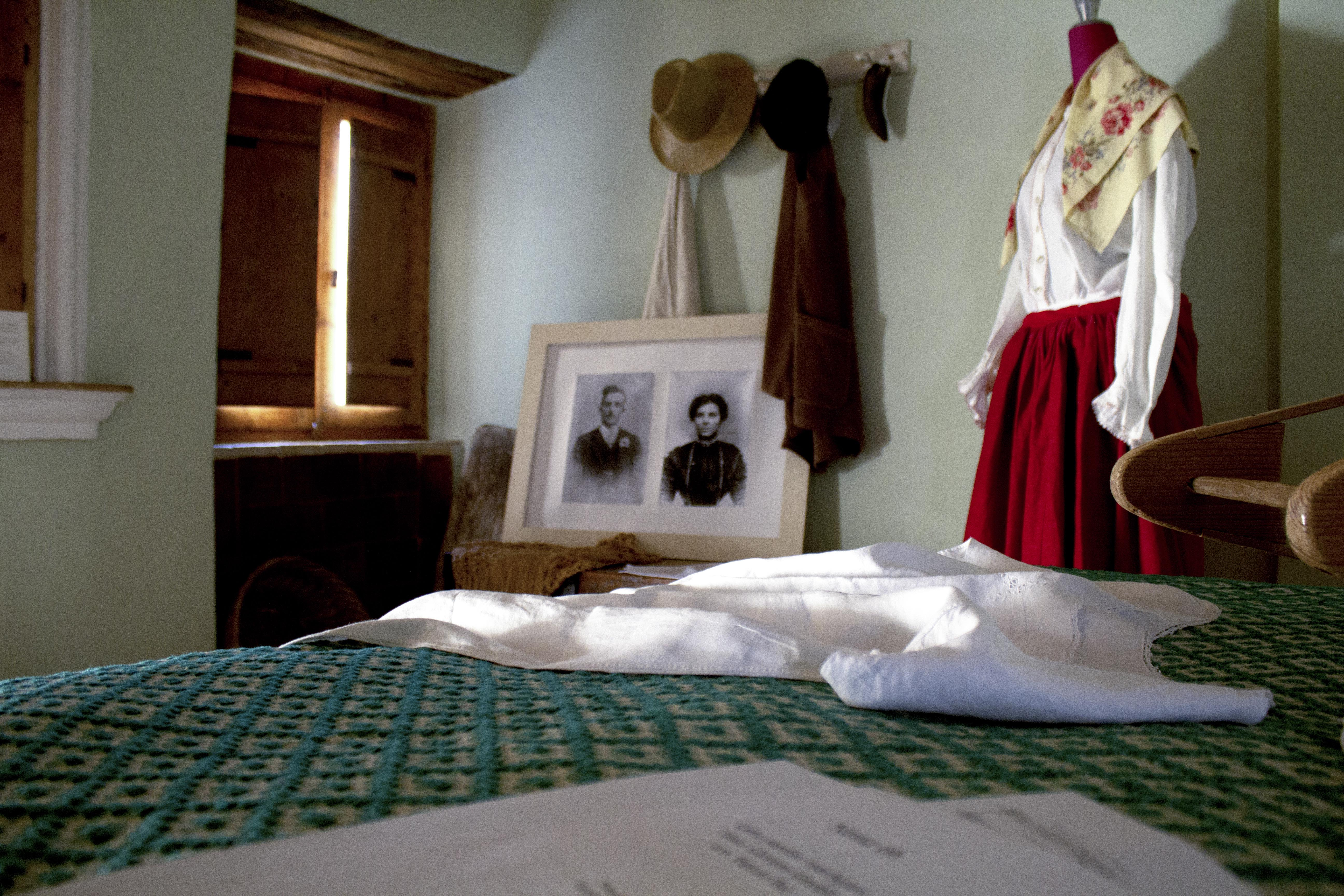
Camera da letto

L'Ecomuseo di Villa Ficana è sicuramente il luogo di interesse maggiore del Borgo e si colloca al centro dell'abitato. Gli ambienti adibiti alla visita guidata sono tre: la cucina, la camera da letto e una stanza dove è stato recentemente realizzato un murale.

#### Cucina
La prima stanza è occupata da una cucina novecentesca, che ha mantenuto l'antico arredamento dell'epoca. Il ruolo fondamentale di questa stanza è rappresentato dalla presenza di un camino che, in passato, ne faceva l'unica ambiente riscaldato e quindi il punto di ritrovo centrale per tutta la famiglia. La cucina non era dotata di acqua corrente, ma le famiglie del Borgo disponevano di una fonte pubblica. Vi si possono notare diversi utensili d'epoca che connotano lo stile culinario dell'epoca, sicuramente simbolo di una cucina povera ed essenziale.

#### Camera da letto
La seconda stanza è data dalla camera da letto realizzata sempre in stile novecentesco. L'unico letto presente è posizionato in modo tale da avere lo spazio per creare dei "pagliericci" con foglie di mais: difatti, le famiglie che abitavano nel Borgo erano molto povere, ma anche molto numerose, il che le costringeva a creare questi posti letto provvisori sul pavimento. Vicino alla finestra è posto il vaso da notte che fungeva da bagno per tutta la famiglia durante le ore crepuscolari.

### Stanza con murales
L'ultima stanza è caratterizzata dalla presenza di un murale che riporta l'iconografia di un ex voto ad oggi visibile presso la Chiesa della Madonna della Misericordia di Macerata. L'immagine riporta l'episodio di un incendio avvenuto nel Borgo nel 1891 causato dalla "liscivia" e spento miracolosamente nel momento in cui gli abitanti hanno iniziato a pregare la Madonna della Misericordia.

### Tecnica costruttiva

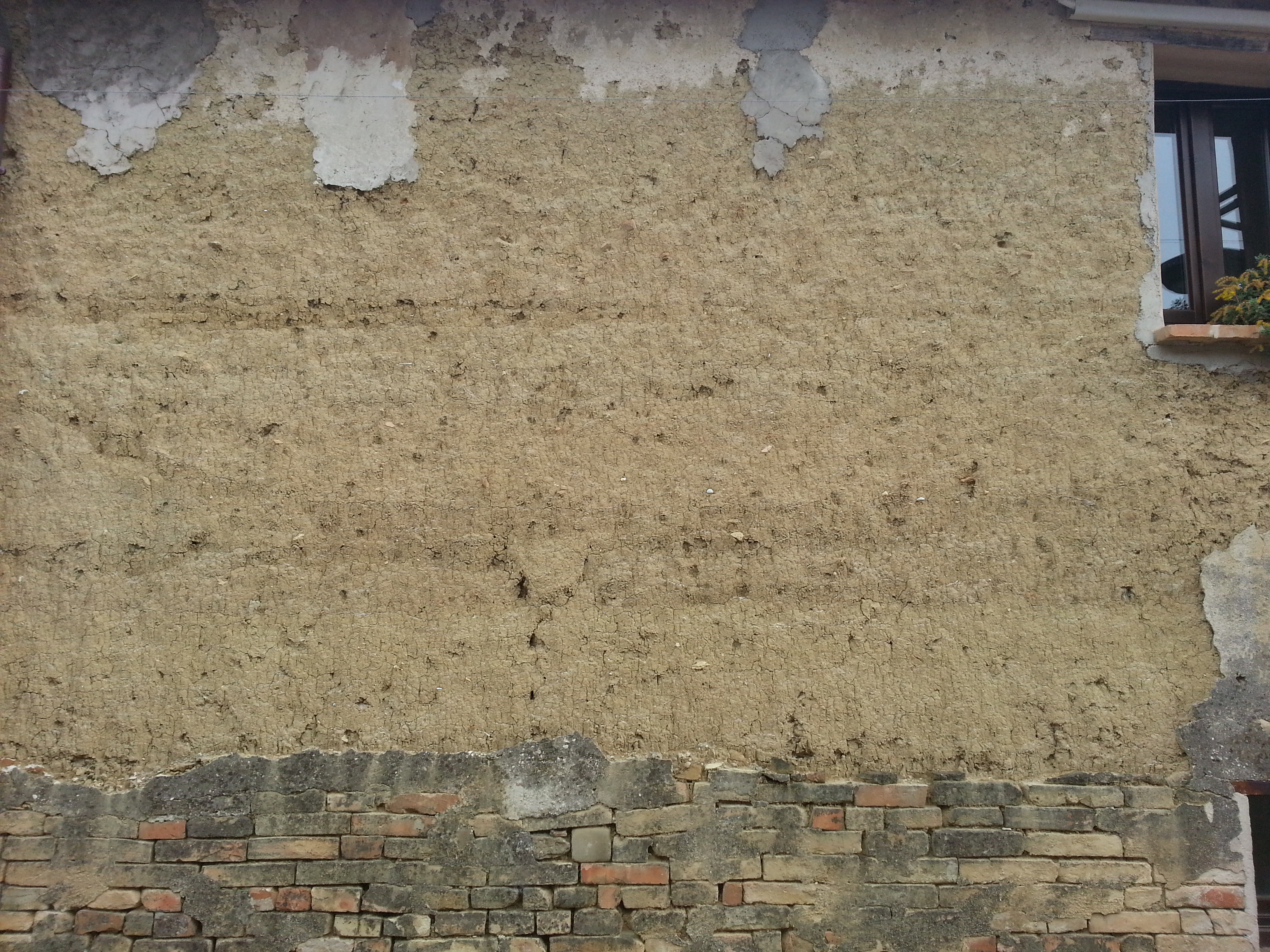
Stratigafia muraria

La tecnica costruttiva utilizzata è chiamata "a massone" e si caratterizza per la costruzioni di muri con pani di impasto fresco di terra e paglia pressati e battuti lasciati poi essiccare per qualche giorno. La dimensione dei pani varia a seconda della posizione in cui essi vengono utilizzati: nella parte basse sono più spessi, andando ad assottigliarsi nella parte superiore. Le pareti esterne non sono perpendicolari al terreno ma hanno un'inclinazione verso l'interno così da dare la caratteristica forma tronco piramidale così da proteggere i muri dagli agenti atmosferici. Nella parte bassa, della facciata esterna, è presente uno zoccolo in mattoni che aveva una funzione protettiva dagli agenti atmosferici. Il pavimento del piano terra è composto da terra battuta, invece, nel piano superiore, il pavimento è realizzato in laterizio o mattonelle. In origine i vani al piano terra erano adibiti al ricovero per l'asino e la pecora o come ripostiglio.
Le case caratterizzate da tale tecnica costruttiva prendono il nome di "Atterrati" e sono presenti in tutto il centro Italia. Nella zona del maceratese troviamo altri esempi a Corridonia e a Treia. Notando la somiglianza fra le varie case del Borgo, è possibile ipotizzare come esse siano state costruite in un lasso di tempo breve e dallo stesso "mastro atterrato".
Esaminando altre case di terra nel territorio marchigiano, si nota come esse sono state costruite utilizzando gli stessi materiali e lo stesso procedimento.

## Galleria d'immagini

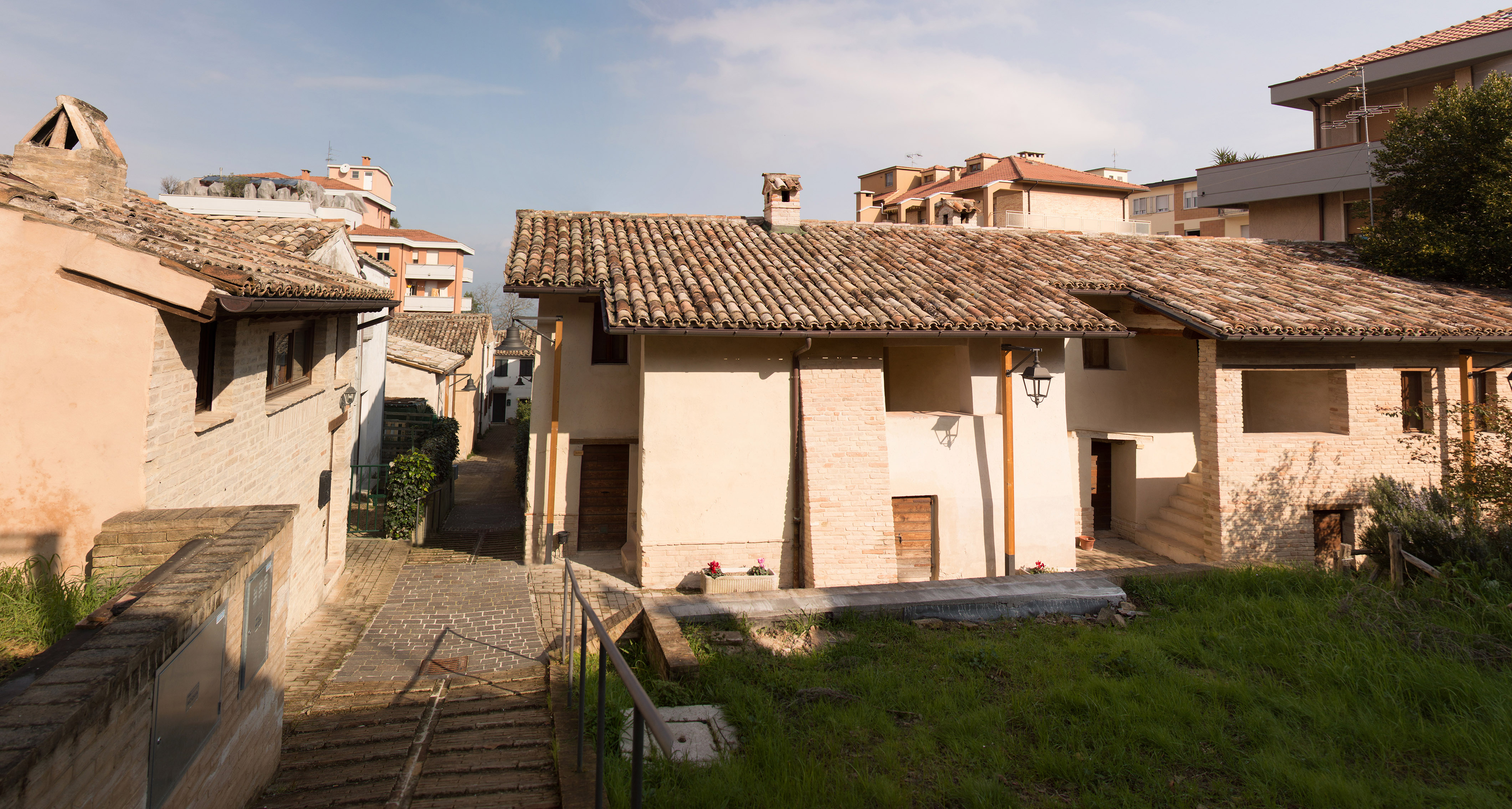
Ufficio Ecomuseo
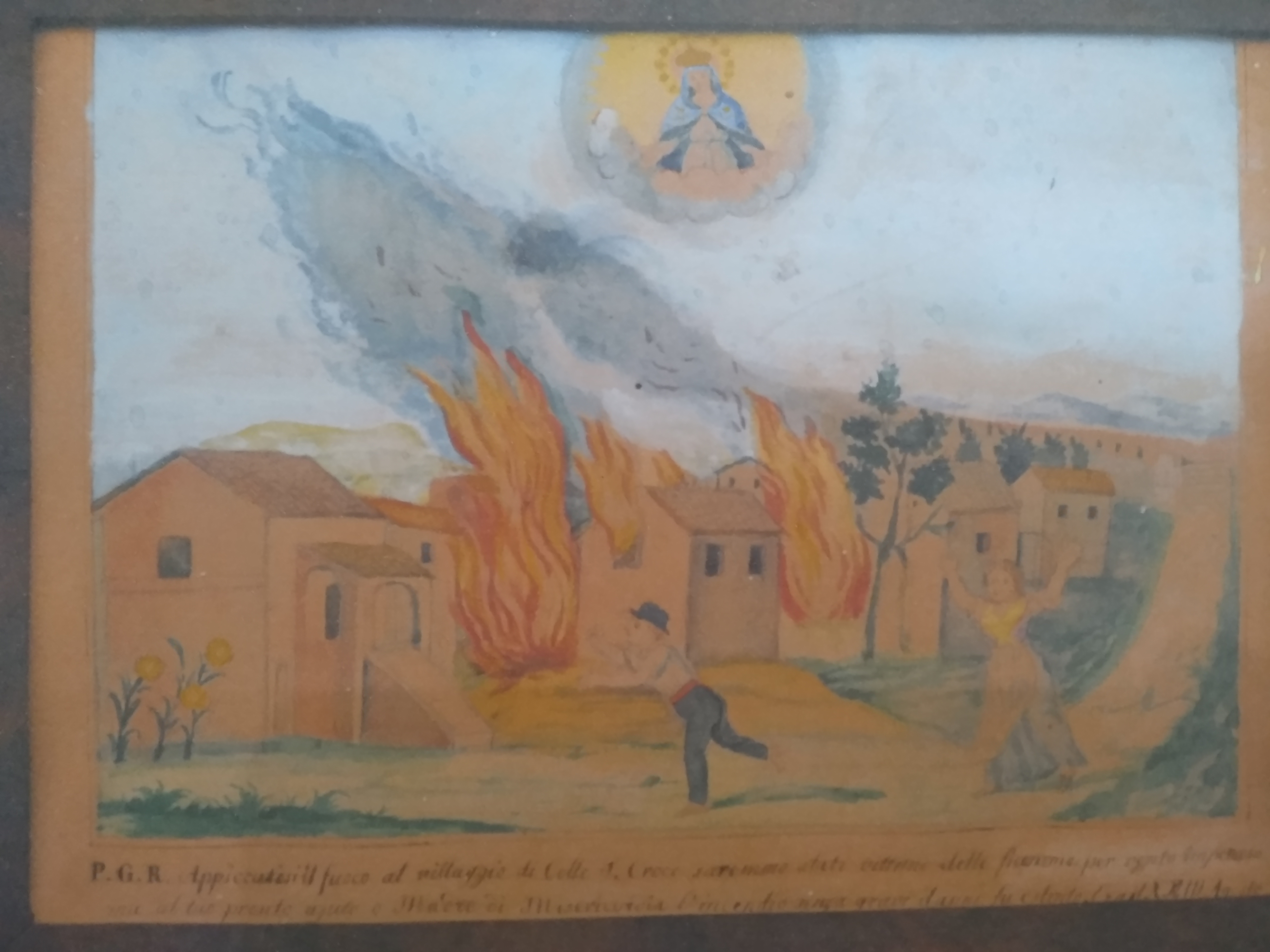
Ex Voto
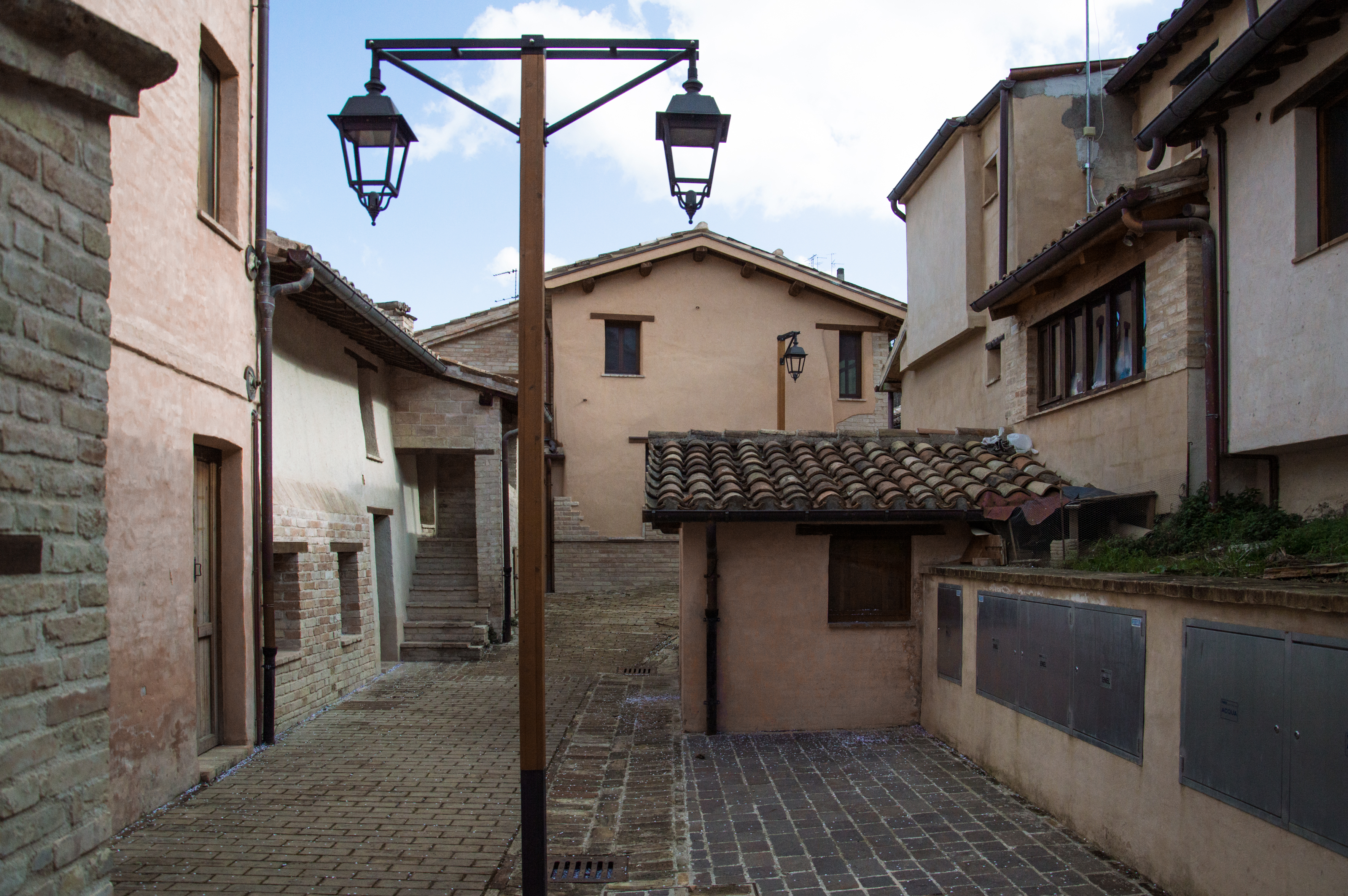
Borgo Villa Ficana
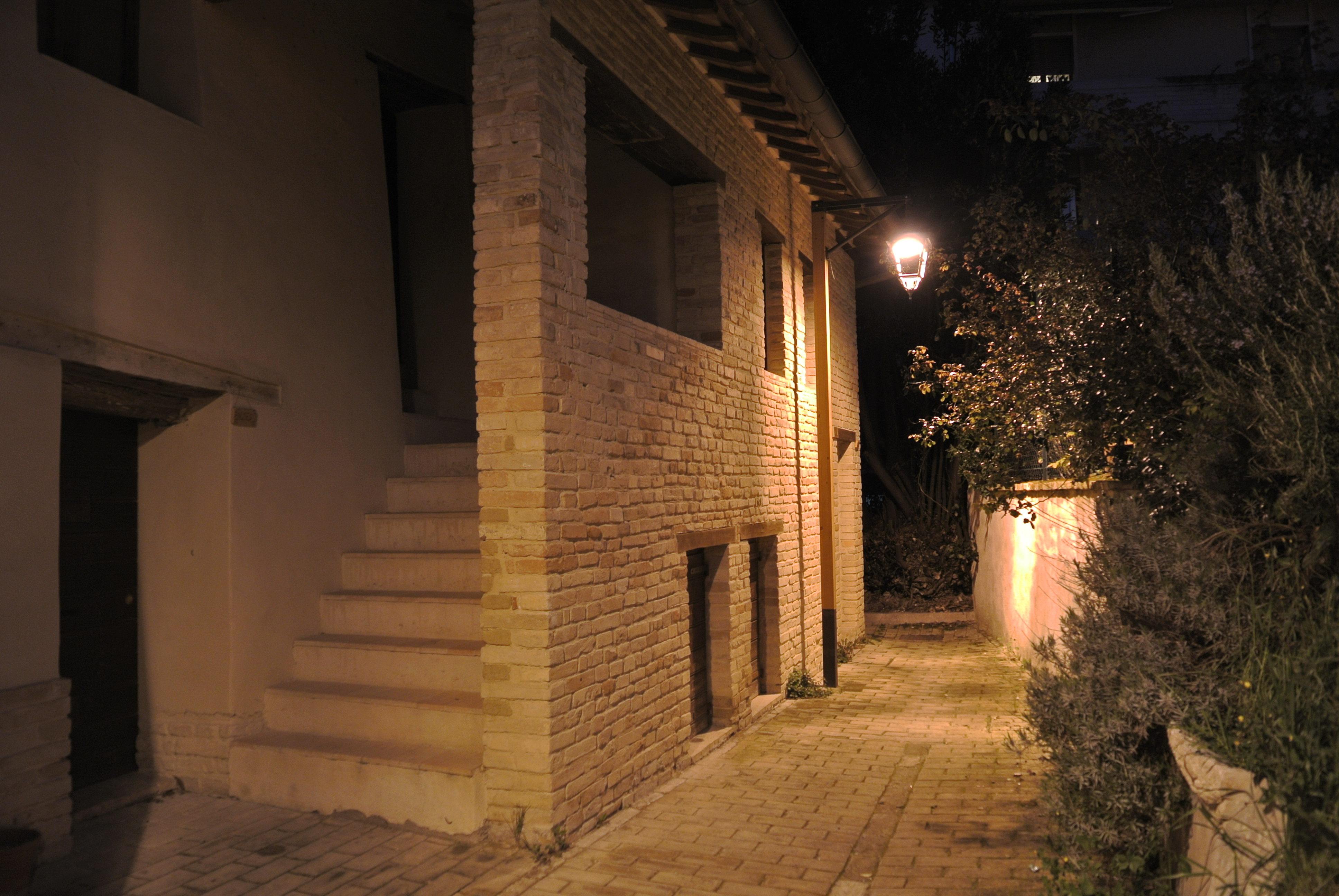
Ecomuseo Villa Ficana
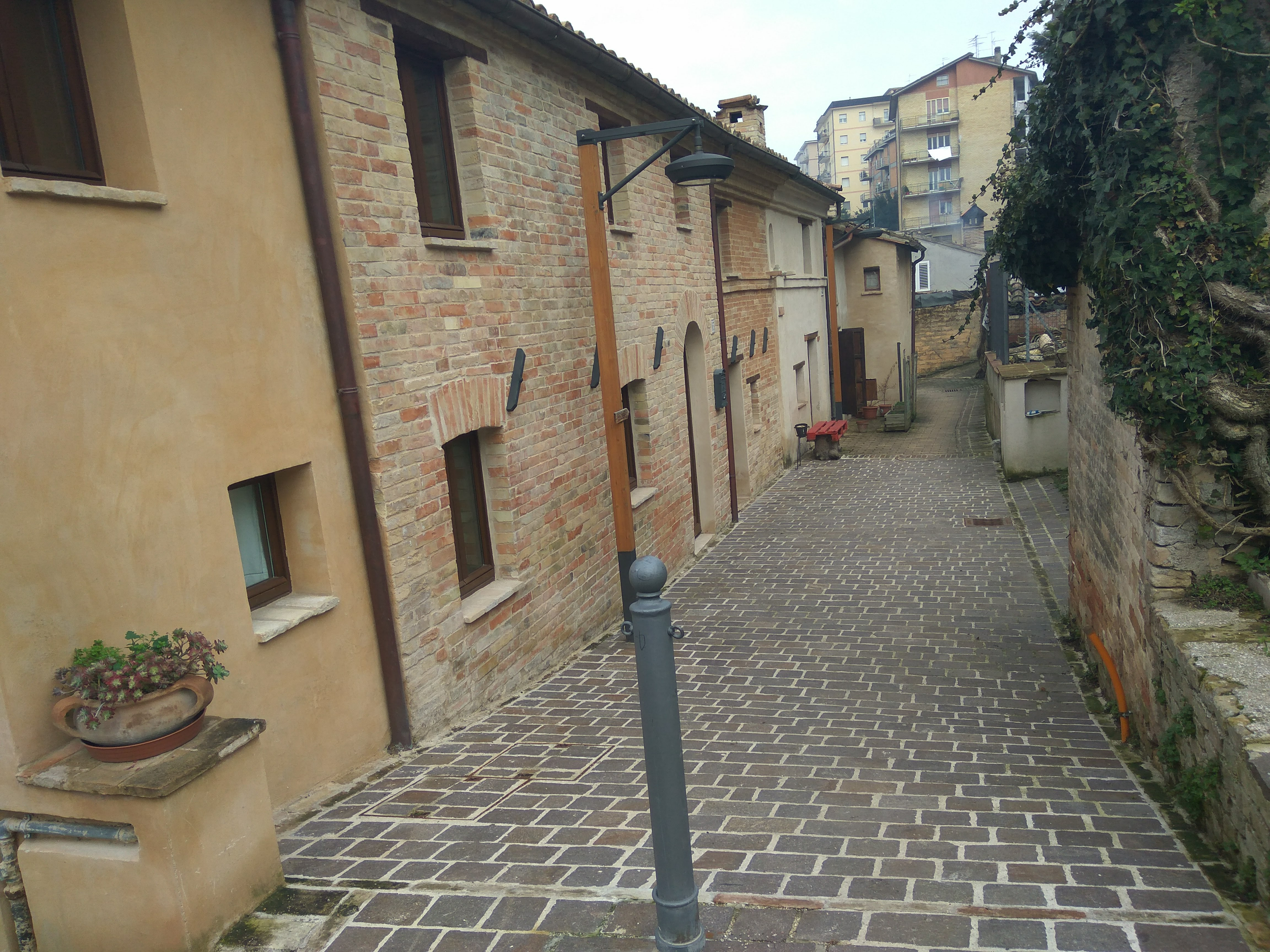
Entrata borgo Villa Ficana
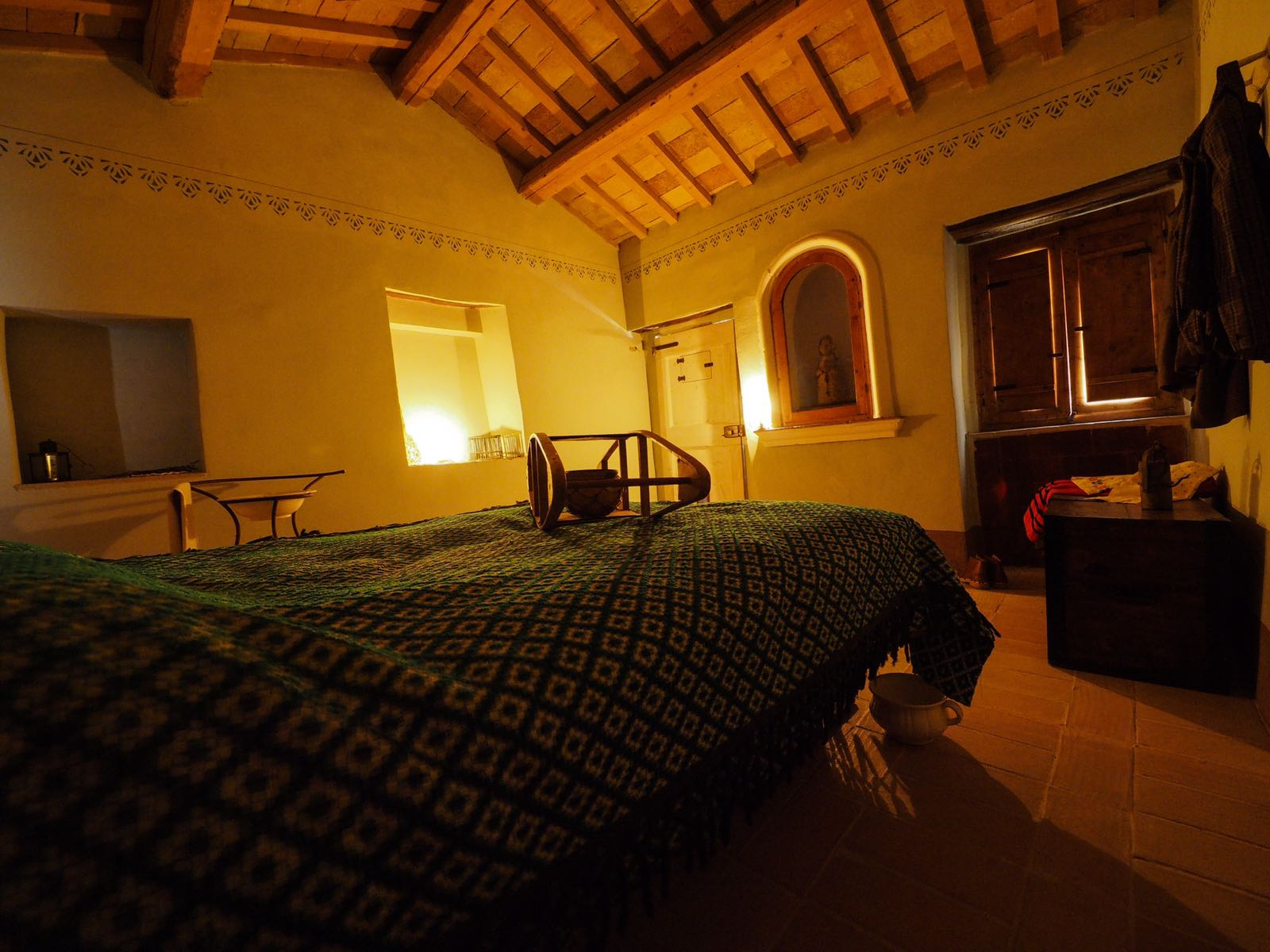
Ecomuseo - Camera da letto
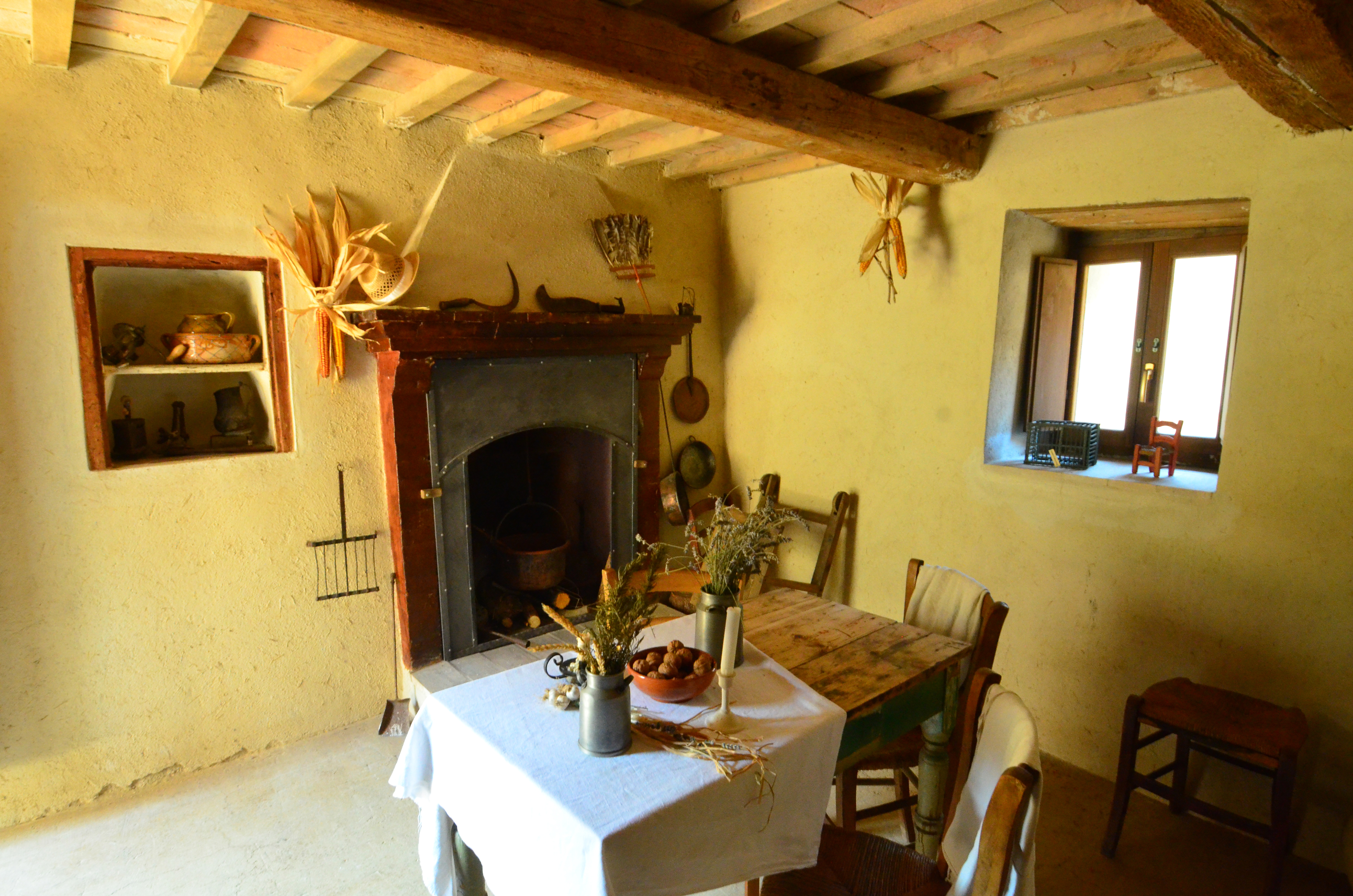
Ecomuseo Villa Ficana - Cucina
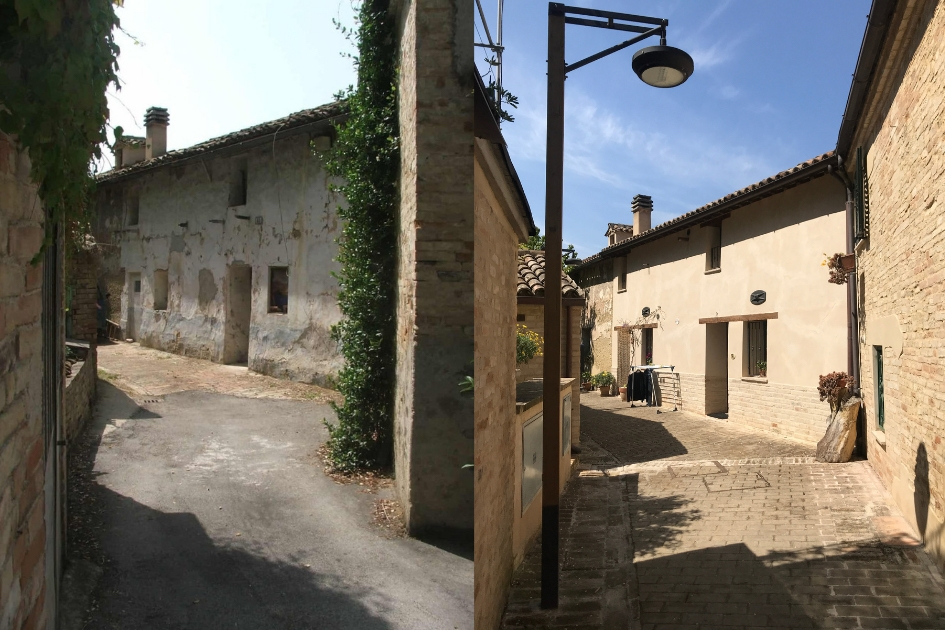
Borgo Villa Ficana prima e dopo il restauro